# Handballtrainer

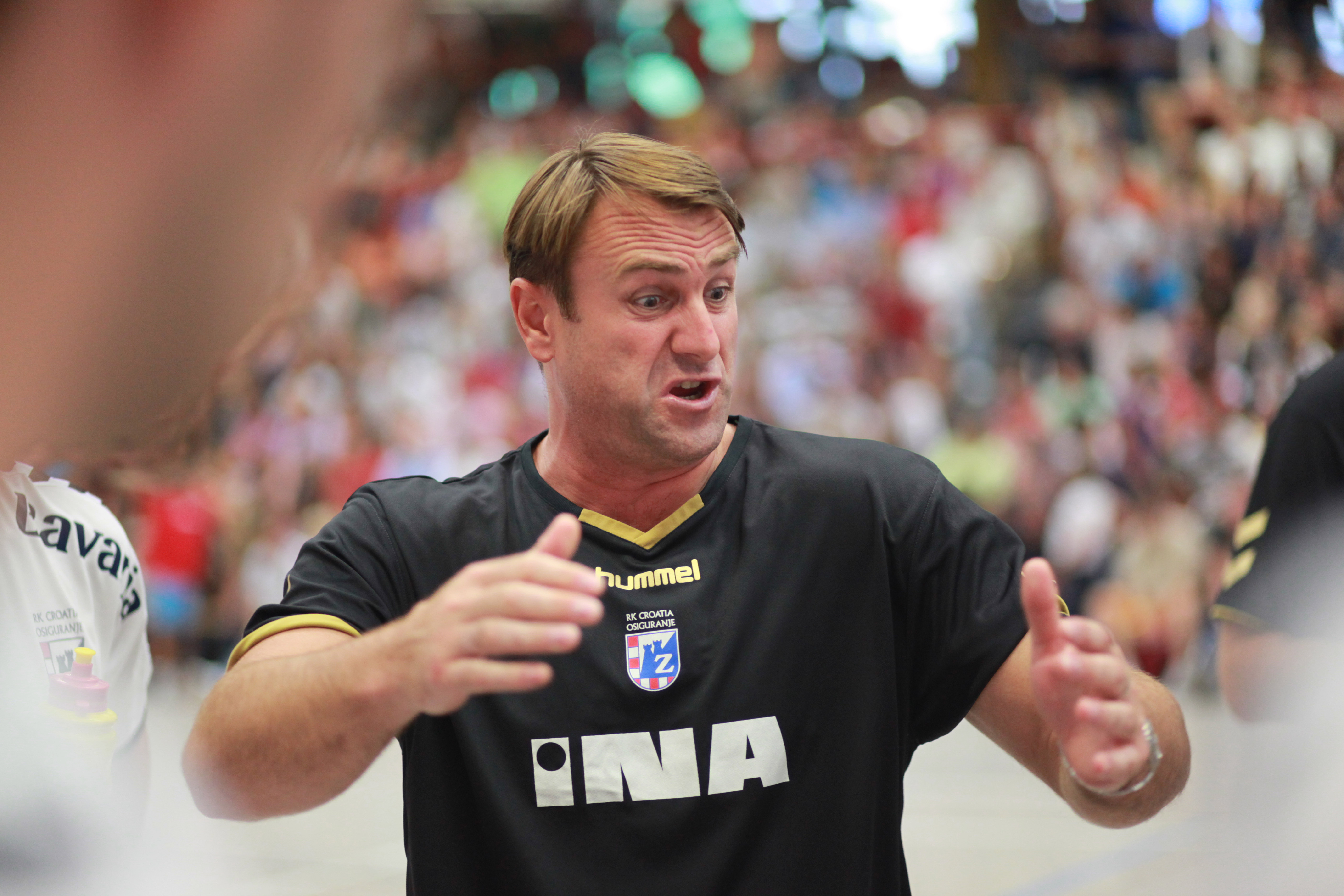
Senjanin Maglajlija, Trainer von RK Zagreb in einer Auszeit

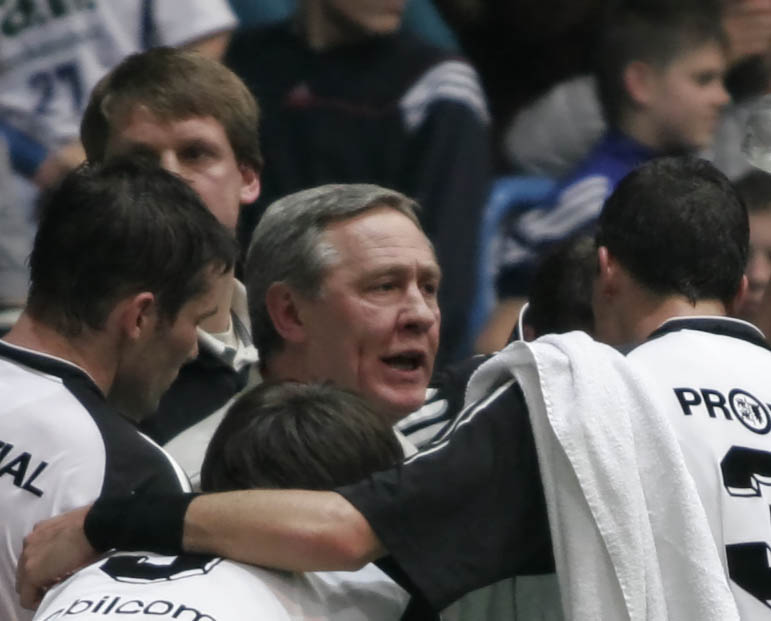
Der Bundesligatrainer „Noka“ Serdarušić während einer Auszeit im Spiel

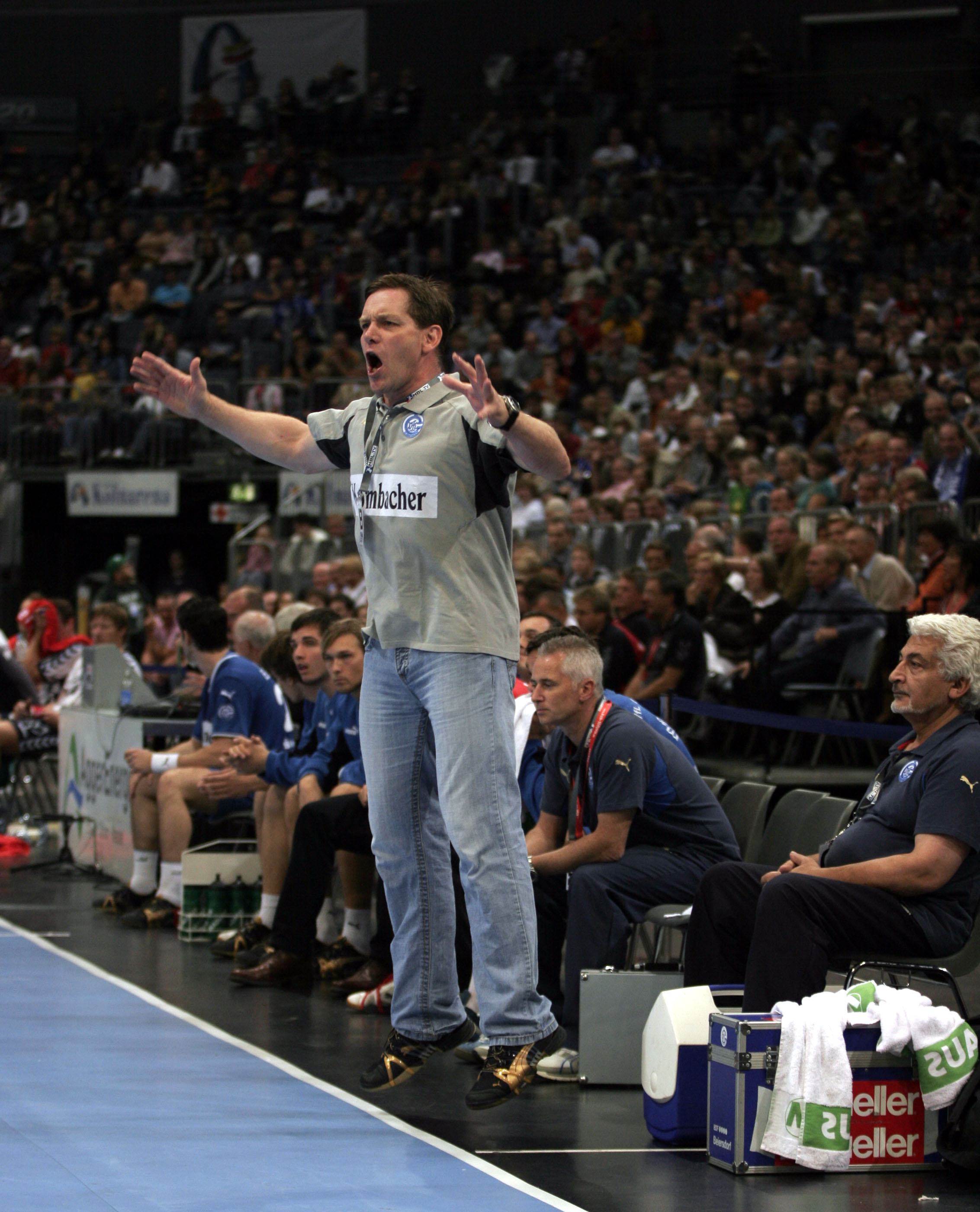
Der Bundesligatrainer Alfreð Gíslason während eines Handballspiels seiner Mannschaft

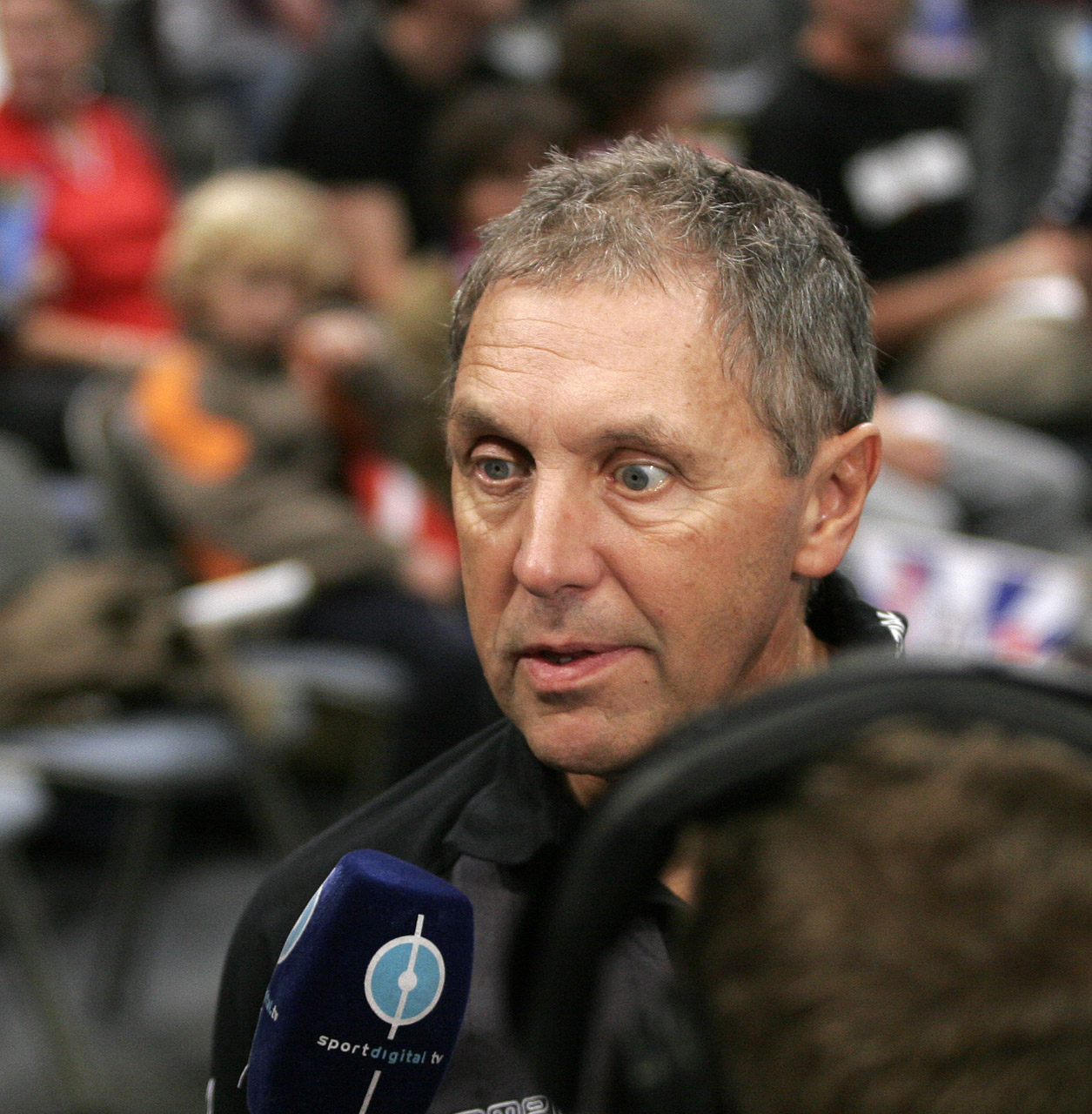
Trainer Kent-Harry Andersson im Interview nach einem Spiel

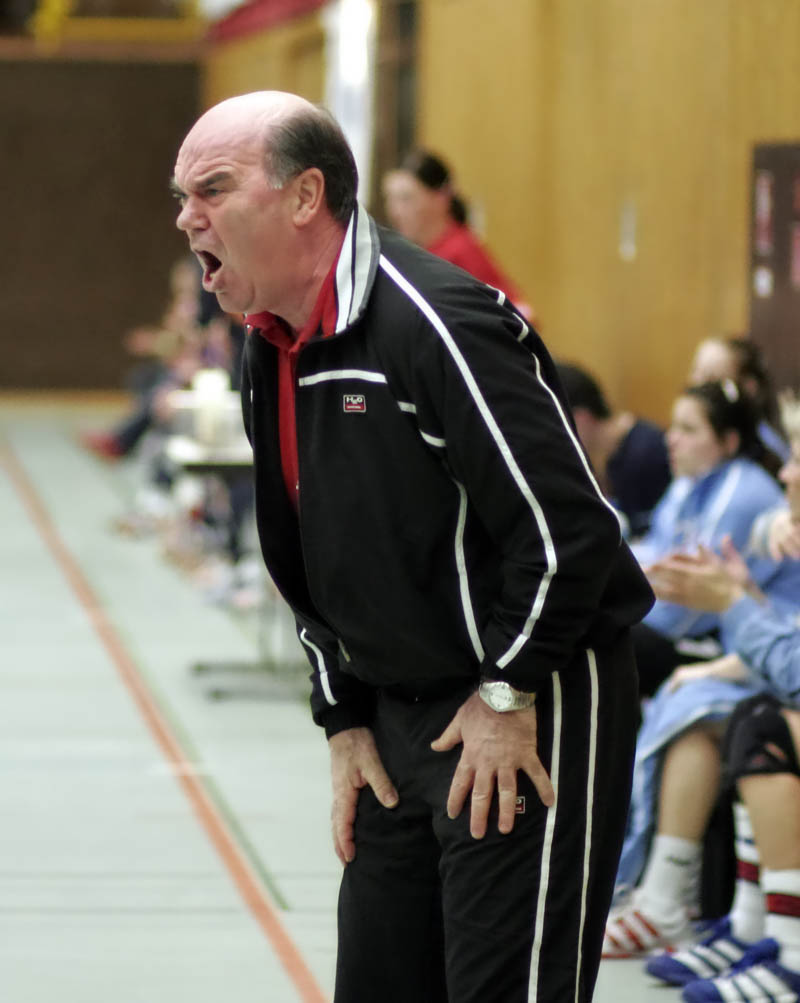
Trainer Jürgen Gerlach während eines Handballspiels

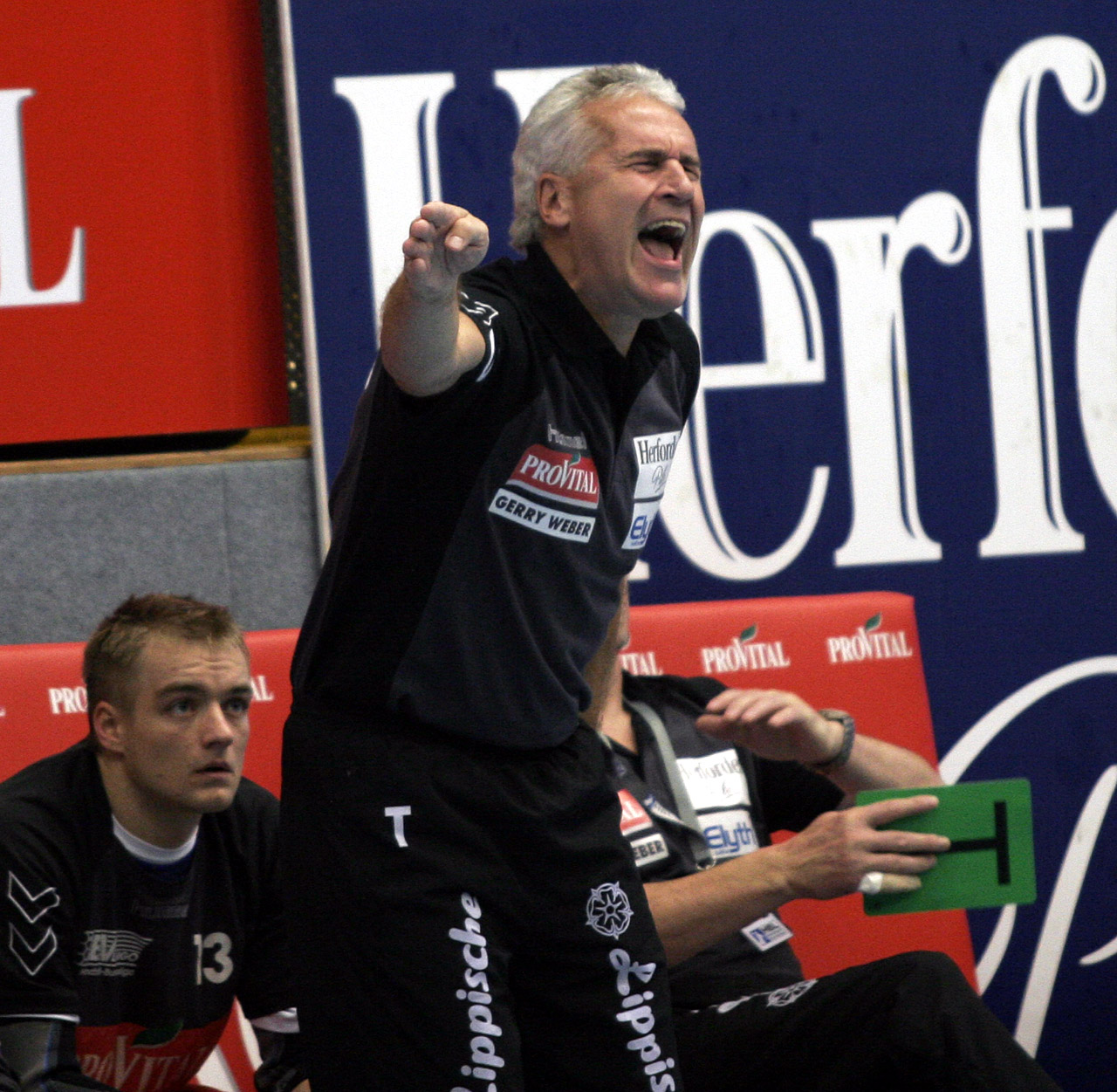
Trainer Peter Meisinger in einem Bundesligaspiel

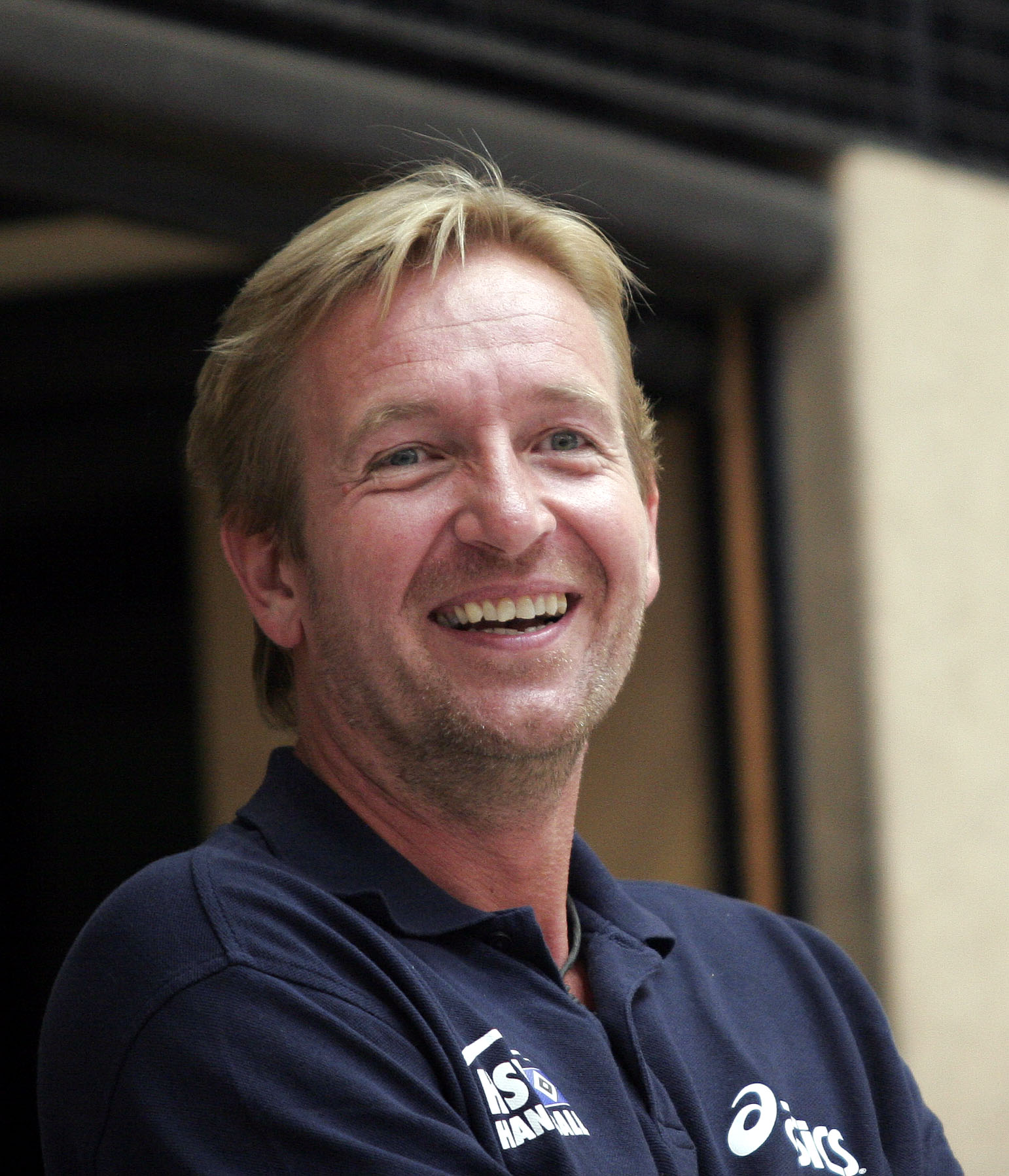
Bundesligatrainer Martin Schwalb vom HSV Hamburg

Ein Handballtrainer ist die Person, die eine Handballmannschaft führt, ausbildet und leitet.

## Handballtrainer in Deutschland
Das Vermitteln handballspezifischer Kenntnisse orientiert sich an der DHB-Rahmentrainingskonzeption. Daneben werden von den Trainern und Übungsleitern auch Kenntnisse und Fähigkeiten im Bereich der Sozialkompetenz erwartet beziehungsweise vermittelt, um der pädagogischen Verantwortung und Vorbildfunktion gegenüber Kindern, Jugendlichen und Erwachsenen gerecht zu werden.
Die Trainerausbildung beim Deutschen Handballbund (DHB) gliedert sich in fünf Stufen mit den entsprechenden Lizenzen und folgt dabei den Rahmen-Richtlinien des Deutschen Olympischen Sportbundes zur Aus- und Weiterbildung:
- Fachübungsleiter-Lizenz Handball (F-Lizenz) im Bereich Breiten- und Freizeitsport
- C-Trainer-Lizenz
- B-Trainer-Lizenz
- A-Trainer-Lizenz
- Diplom-Trainer-Lizenz

Um eine Trainer-Lizenz zu erhalten, wird vorausgesetzt, dass der Bewerber um diese Lizenz die jeweils nächstniedrigere Lizenz bereits besitzt. Außerdem muss der Bewerber mindestens zwei Jahre lang hauptverantwortlich als Übungsleiter oder Trainer einer Handballmannschaft tätig gewesen sein.
Die Prüfungen und die Voraussetzungen für die Zulassung zur jeweiligen Prüfung sind durch einen Gesamt-Ausbildungsplan des DHB geregelt. Dieser Ausbildungsplan orientiert sich wiederum an den Rahmen-Richtlinien des Deutschen Olympischen Sportbundes.
Als Trainer oder Übungsleiter darf nur tätig werden, wer Mitglied eines Vereins ist, der einem dem Deutschen Handballbund angeschlossenen Verband angehört.

### Fachübungsleiter-Lizenz
Die Fachübungsleiter-Lizenz wird für eine Gültigkeitsdauer von vier Jahren erteilt. Die Lizenz kann um vier Jahre verlängert werden, wenn der Beantragende mindestens zwei Jahre hauptverantwortlicher Übungsleiter einer Mannschaft war und an einer anerkannten Fortbildungsveranstaltung teilgenommen hat.

### Die C-Lizenz
Die C-Lizenz ist im Wesentlichen für ehrenamtliche Jugendtrainer im Grundlagentraining und für Vereinstrainer im unteren Leistungsbereich vorgesehen. Die Voraussetzungen zum Erwerb einer C-Lizenz können sich von Landesverband zu Landesverband geringfügig unterscheiden. In den meisten Fällen wird das vollendete 18. Lebensjahr (Volljährigkeit), der Nachweis des Besuches des Schiedsrichter-(Neulings)-Kurses sowie ein 16-stündiger Erste-Hilfe-Lehrgang vorausgesetzt. Im Handballverband Württemberg (HVW) gliedert sich der Erwerb der C-Lizenz in drei Lehrgangsmaßnahmen auf:
- ein einwöchiger Grundlehrgang
- ein einwöchiger Aufbaulehrgang
- ein fünftägiger Abschlusslehrgang mit Prüfung

Grundsätzlich ist die Ausbildungsdauer zur Erlangung der C-Lizenz vom DOSB mit 120 Stunden vorgeschrieben. Von diesen 120 Stunden sind 30 Stunden mit überfachlichen Inhalten zu füllen. Im Handballverband Niedersachsen (HVN) wird die Ausbildung in sechs Wochenend-Bausteinen angeboten, dazu kommt ein gesonderter Prüfungstermin.
Auch die C-Trainer-Lizenz wird für eine Gültigkeitsdauer von vier Jahren erteilt und kann jeweils um vier Jahre verlängert werden, wenn der Beantragende mindestens zwei Jahre hauptverantwortlicher Übungsleiter einer Mannschaft war und an einer anerkannten Fortbildungsveranstaltung mit mindestens 15 Lerneinheiten teilgenommen hat.

### Die B-Lizenz
Die B-Lizenz ist für Jugendtrainer im Aufbautraining und Vereinstrainer im mittleren Leistungsbereich vorgesehen. Die Tätigkeit als Trainer kann nebenberuflich erfolgen.
Im Landesverband Württemberg gelten als Voraussetzungen für den Erwerb dieser Lizenz:
- die Vollendung des 21. Lebensjahres
- die Mitgliedschaft in einem Verein des Deutschen Sportbundes
- der Besitz einer gültigen C-Trainer-Lizenz
- der Nachweis einer zweijährigen Tätigkeit als Trainer in einem Verein nach dem Erwerb der C-Lizenz
- ausreichende deutsche Sprachkenntnisse

Die B-Trainer-Lizenz hat eine Gültigkeitsdauer von drei Jahren. Sie kann um jeweils drei Jahre verlängert werden, wenn der Beantragende mindestens zwei Jahre hauptverantwortlicher Trainer einer Mannschaft war und an einer anerkannten Fortbildungsveranstaltung mit mindestens 15 Lerneinheiten teilgenommen hat.

### Die A-Lizenz
Die höchste Stufe im Bereich des Deutschen Handballbundes ist die A-Trainer-Lizenz. Trainer mit dieser Lizenz sind als Jugendtrainer im Leistungstraining und in der Talentförderung sowie als Vereinstrainer im höheren Leistungsbereich tätig.
Die Ausbildung zu einem A-Trainer-Ausbildungslehrgang unterliegt dem Deutschen Handballbund. Die Ausbildung ist folglich bundeseinheitlich.
Beim DHB gelten unter anderem folgende Voraussetzungen für den Erwerb einer A-Lizenz:
- die Vollendung des 25. Lebensjahres
- die Mitgliedschaft in einem Verein des Deutschen Sportbundes
- der Besitz einer gültigen B-Trainer-Lizenz
- der Nachweis einer mehrjährigen Tätigkeit als verantwortlicher Trainer mit B-Trainer-Lizenz, dabei mindestens zwei Jahre in der höchsten Spielklasse (Männer und Frauen) eines Landesverbandes oder einer höheren Spielklasse
- ausreichende deutsche Sprachkenntnisse in Wort und Schrift[2]

Die Ausbildung erstreckt sich über zehn Monate und gliedert sich in drei Bereiche:
- eine insgesamt zweiwöchige Hospitation bei einem Bundesligisten (1. oder 2. Liga, Männer oder Frauen)
- zwei Grundlehrgänge und ein Projektlehrgang
- die A-Lizenz-Prüfung

Eine A-Trainer-Lizenz wird für eine Dauer von zwei Jahren erteilt. Sie kann jeweils um zwei Jahre verlängert werden. Voraussetzung ist dabei, dass eine mindestens einjährige Trainertätigkeit in der Bundesliga, Regionalliga oder der höchsten Spielklasse auf Landesebene für Männer oder Frauen (in den meisten Fällen die Oberliga) nachgewiesen werden kann. Es kann sich dabei auch um eine männliche oder weibliche A-Jugend-Mannschaft gehandelt haben. Außerdem muss in diesem Zeitraum eine Teilnahme an einer anerkannten Fortbildungsveranstaltung nachgewiesen werden.

### Das Erlöschen einer Lizenz und ihr Wiedererwerb
Wenn eine Lizenz nicht innerhalb einer zweijährigen Ruhezeit verlängert wird, erlischt sie. Die B- und C-Trainer-Lizenz kann dabei durch den Nachweis einer Trainertätigkeit und einer Fortbildungsveranstaltung von mindestens 30 Unterrichtseinheiten wieder erlangt werden. Für die Wiedererlangung der A-Trainer-Lizenz sind neben dem Nachweis der Trainertätigkeit zudem mindestens 80 Unterrichtseinheiten zu absolvieren.

## Bekannte Handballtrainer

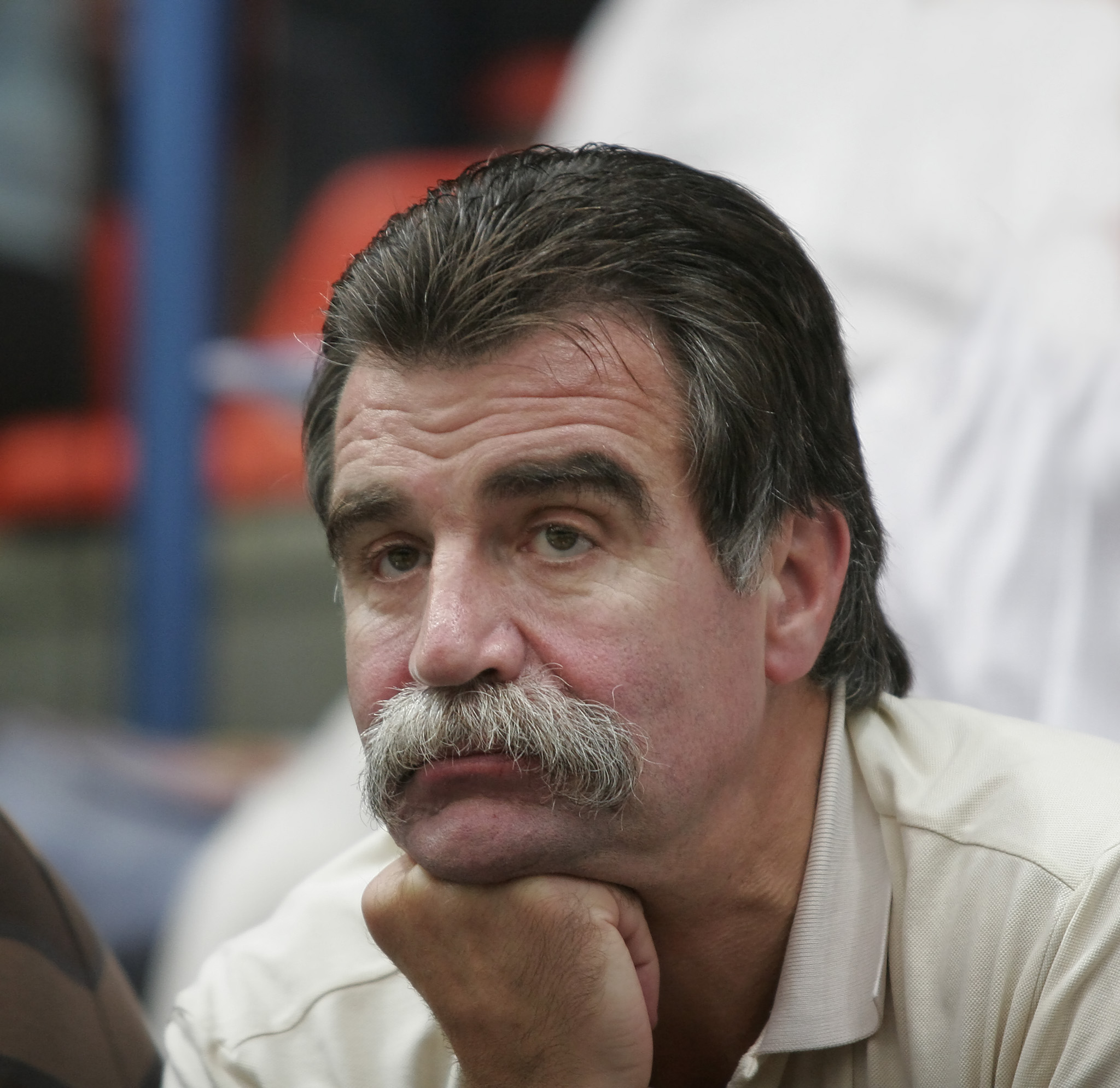
Heiner Brand, der bekannteste Handballtrainer Deutschlands

- Anja Andersen (* 1969)
- Kent-Harry Andersson (* 1949)
- Markus Baur (* 1971)
- Michael Biegler (* 1961)
- Heiner Brand (* 1952)
- Horst Bredemeier (* 1952)
- Patrice Canayer (* 1961)
- Talant Dujshebaev (* 1968)
- Armin Emrich (* 1951)
- Jürgen Gerlach (1946–2021)
- Alfreð Gíslason (* 1959)
- Jan Gmyrek (* 1951)
- Sead Hasanefendić (* 1948)
- Petre Ivănescu (1936–2022)
- Bernhard Kempa (1920–2017)
- Leszek Krowicki (* 1957)
- Ola Lindgren (* 1964)
- Wladimir Maximow (* 1945)
- Klaus Miesner (1935–1989)
- Hans Moser (* 1937)
- Claude Onesta (* 1957)
- Juan Carlos Pastor (* 1968)
- Gunnar Prokop (* 1940)
- Valero Rivera (* 1953)
- Michael Roth (* 1962)
- Simon Schobel (* 1950)
- Martin Schwalb (* 1963)
- Zvonimir Serdarušić (* 1950)
- Dagur Sigurðsson (* 1973)
- Rudolf Spengler (1928–2019)
- Vlado Stenzel (* 1934)
- Jewgeni Trefilow (* 1955)
- Bogdan Wenta (* 1961)
- Ulrik Wilbek (* 1958)
- Klaus Zöll (* 1944)